# Ralph Eugene Meatyard
Ralph Eugene Meatyard (* 15. Mai 1925 in Normal, Illinois; † 7. Mai 1972 in Lexington, Kentucky) war ein amerikanischer Fotograf.

## Leben und Werk
Ralph „Gene“ Meatyard war eigentlich ein Optiker und Geschäftsmann, der sein Leben größtenteils in Lexington, Kentucky verbrachte. Er war der ältere von zwei Söhnen – sein Bruder Jerry wurde Bildhauer und Kunstlehrer – diente in der US Navy und studierte im Zuge des V-12 Navy College Training Program während des Zweiten Weltkriegs am Williams College in Williamstown, Massachusetts. Am College entwickelte er ein Interesse für das Theater, wurde aber aufgrund „unangepassten Verhaltens“ entlassen. Nach Kriegsende zog er kurz nach Bloomington, einem Nachbarort seines Geburtsortes und heiratete Madelyn McKinney. Die Frischvermählten zogen nach Chicago, wo Meatyard eine Ausbildung zum Optiker absolvierte. Schließlich ließ sich das Paar in Lexington nieder, um mit „Eyeglasses of Kentucky“ ein eigenes Optikergeschäft zu eröffnen.
1950 kaufte sich Meatyard seine erste Kamera eigentlich nur, um den neugeborenen Sohn zu fotografieren. Als Fotograf war er zwar Autodidakt, er brachte jedoch seine Erfahrung als Optiker in den Umgang mit dem Fotoapparat ein. Ab 1954 befasste er sich ernsthafter mit der künstlerischen Fotografie und trat dem „Lexington Camera Club“ bei, wo er sich mit dem Fotohistoriker Van Deren Coke, der dort lehrte, anfreundete. Dazu gesellten sich eine Zahl regionaler Intellektueller, Schriftsteller und Fotografen wie der Kulturkritiker Wendell Berry, der Schriftsteller und Illustrator Guy Davenport, der Mystiker Thomas Merton, der Poet Jonathan Williams und die Fotografen  Aaron Siskind und Minor White. White führte ihn in den Zen-Buddhismus ein, von Siskind übernahm Meatyard die kalligraphisch-metaphysische Bildsprache.
Ralph Eugene Meatyard:
The Family Album of Lucybelle Crater
1970–1972

(externer Weblink !)
- The Family Album of Lucybelle Crater (Fraenkel Gallery)

Gene Meatyard galt als Exzentriker mit einer Vorliebe für das Abgründige und Makabre. Er beschäftigte sich mit Poesie, Surrealismus und Zen. Er fotografierte meistens nur während der Sommerferien, wenn sein Optikergeschäft für zwei Wochen geschlossen hatte. Abzüge fertigte er lediglich ein- bis zweimal im Jahr. Mit seiner Frau Madelyn, den Kindern Michael, Christopher und Melissa und Freunden als Staffage, die er manchmal mit Masken verkleidete, inszenierte er in verlassenen Vororten oder an unwirklich erscheinenden Plätzen theatralisch-surrealistische Schwarzweißfotografien, die „in gewisser Weise die späteren Inszenierungen der Cindy Sherman vorwegnahmen.“ (The New York Times) Oft dienten auch verlassene, zerfallende Holzvillen und ausgebrannte Ruinen als unheimliche Kulissen.
Meatyards Frau Madelyn verwandelte sich dabei, mit einer Halloween-Maske verkleidet, in die alte Hexe „Lucybelle Crater“, über die der Fotograf im Laufe der Zeit ein ganzes fiktives Familienalbum anfertigte. Die Fotografien sind entsprechend mit handgeschriebenen Titeln versehen: Lucybelle Crater & bi-polar friend, Lucybelle Crater & fatherly friend, Lucybelle Crater & her bearded brother-in-law Lucybelle Crater (alle 1970–1972).
Kennzeichnende gestalterische Elemente in Meatyards Werk sind undeutliche und verzerrte Gesichter, Bewegungsunschärfen oder naturbelassene Umgebungen, wie sie sich vor allem in der Serie Light on Water finden, die sich mit Sonnenreflexionen auf Wasseroberflächen beschäftigt. Weitere bekannte Serien sind No-Focus, Abstractions und Zen Twigs die von 1959 bis 1963 entstanden. Die Stimmung in Meatyards Fotoarbeiten ist meistens meditativ, melancholisch und geheimnisvoll-mysteriös. Sein Freund Wendell Berry sagte dazu, dass „Meatyards Bilderwelt eine äußerst komplizierte Tiefenstruktur zugrunde liegt, die kaum jemand durchschauen könne – nicht weil Meatyard sie vor uns verbergen wolle, sondern weil sie tatsächlich ein Geheimnis ist, dessen Schlüssel der Fotograf ebensowenig besitze wie der Betrachter.“ In einer seiner letzten Serien, Motion-Sound von 1969 experimentierte Meatyard mit Mehrfachbelichtungen, die er mit einer bewegten Kamera aufnahm. In den so entstandenen Landschaftsaufnahmen erzielte er einen scheinbaren Vibrationseffekt.
Obwohl er sich stets abseits der großen Kunstmetropolen aufhielt, stellte Meatyard gemeinsam mit zahlreichen namhaften Fotografenkollegen aus, wie beispielsweise Ansel Adams, Harry Callahan, Robert Frank, Eikoh Hosoe, Aaron Siskind, Edward Weston oder Minor White. 
Auf dem Höhepunkt seines Schaffens starb Ralph Eugene Meatyard nur eine Woche vor seinem siebenundvierzigsten Geburtstag an einer Krebserkrankung. Zum gleichen Zeitpunkt widmete ihm die Fachzeitschrift Aperture eine Monografie. Der Fotoband The Family Album of Lucybelle Crater, an dem der Fotograf noch bis zu seinem Tod gearbeitet hatte, erschien postum 1974. Ein großer Teil von Meatyards Arbeiten befindet sich im Archiv der University of Kentucky in Lexington, sowie in der Sammlung des George Eastman House in Rochester, New York.